# Идолище Поганое
Поганое Идолище (Одолище) — мифологизированный противник русских богатырей, представитель тёмной враждебной силы, «нехристи», «татарщины». 

## Внешний облик и образ жизни
Нарисованный в былинах портрет Идолища насыщен гротескными чертами, которые делают персонажа не только страшным, но и отвратительно безобразным (что не исключает определённого комического эффекта): 

Голова у него с пивной котёл
А глазища у проклятого с пивны чаши
А носище был калёна стрела
В плечах косая сажень
А туловье будто куча сена несметная.

Фольклорные тексты также делают акцент на чудовищной прожорливости персонажа, который говорит о себе в одной из былин:

Хлеба я кушаю по печи
И мяса я ем по целому стягу
И пива я пью по три яндовы.

Примечательно, что эта прожорливость, символически раскрывающая ненасытную алчность врага, расценивается самим Идолищем как физическое преимущество над Ильёй Муромцем. Узнав от мнимого калики, под видом которого скрывался сам Илья, что богатырь Илья Муромец так же велик и по стольку же ест и пьет, как он, калика, Идолище начинает бахвалиться своими «богатырскими» качествами. Эта похвальба вызывает остроумную насмешку Ильи Муромца, уподобляющего Идолище «обжористой коровище» или «собачище», которые тоже много пили и ели и «окопылились» — издохли.
По сведениям былин, Поганое Идолище «объездил» Швецию, «Турецию», Казань, Рязань и Астрахань.

## Противостояние Ильи Муромца и Идолища
В русском фольклоре сохранилось сразу несколько сюжетов, посвящённых борьбе Ильи Муромца с Идолищем. Один из них описывает, как богатырь убил своего противника «шапкой земли греческой», после того, как тот осадил Киев. В другом сюжете Идолище захватывает Царьград и берёт в плен правителя города Константина Атаульевича, а также его жену Апраксию. Узнав о случившемся от калики перехожего, Илья меняется с ним одеждой и отправляется в захваченный город, где убивает как Идолище, так и его слуг.